# Alte Post (Bordesholm)

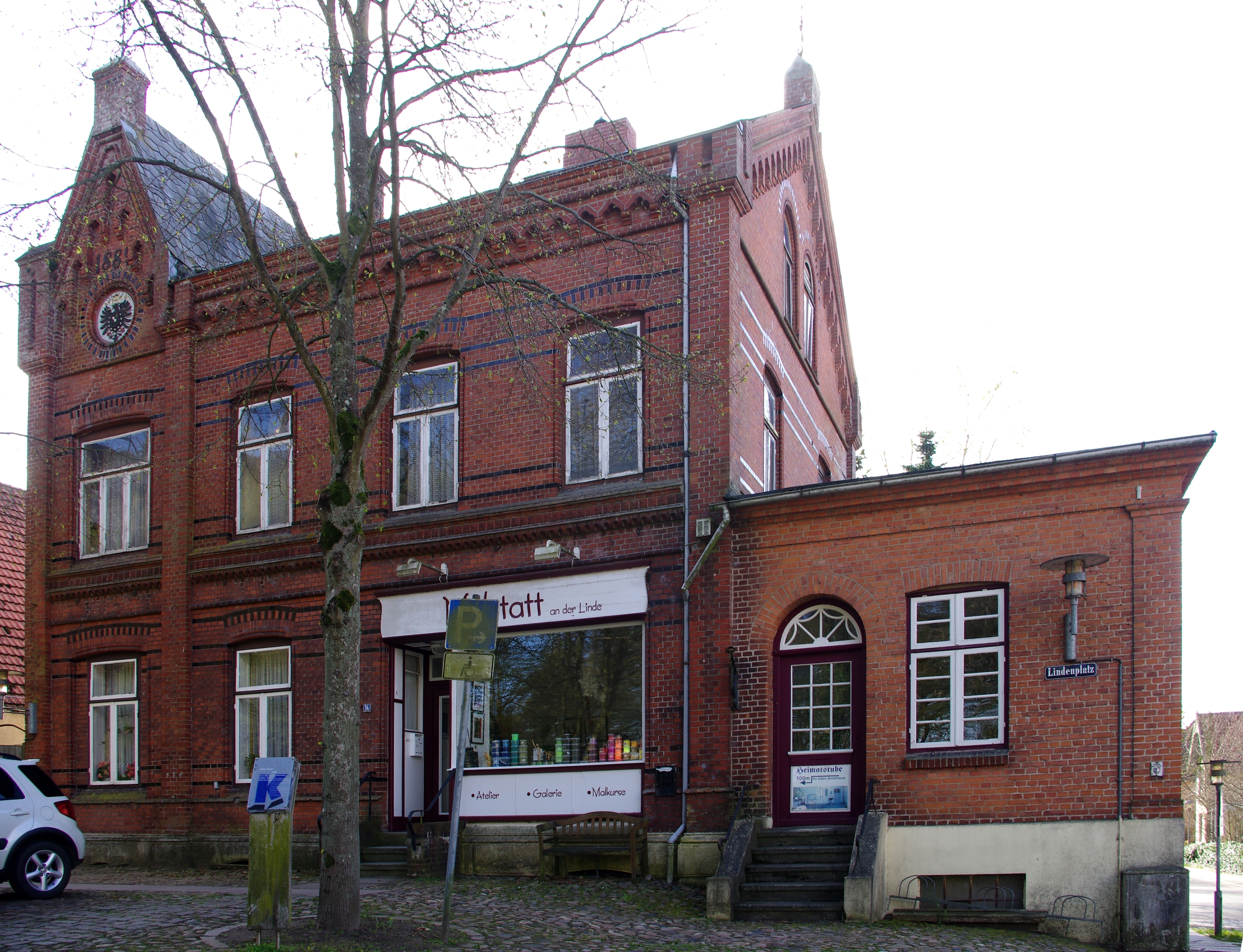
Ehemaliges Postamt am Lindenplatz

Die Alte Post Bordesholm ist ein unter Denkmalschutz stehendes Gebäude der damaligen Deutschen Reichspost in Bordesholm.

## Geschichte
Das Gebäude liegt am Lindenplatz im historischen Zentrum von Bordesholm (Adresse: Lindenplatz 14).
1889 wurde das Gebäude im Stil des Historismus als erstes selbständiges Bordesholmer Postamt errichtet. Nach 1920 folgte die Nutzung als Büro- und Geschäftsgebäude (unter anderem: Druckerei und Tourismusbüro). Der nördliche Anbau entstand ca. 1925 nach Plänen von Kreisbaurat Johann Garleff.